# Crucible Theatre
Crucible Theatre je divadlo v anglickém městě Sheffieldu, které bylo otevřeno v roce 1971. Ač nabízí řadu divadelních představení, je známé především jako místo konání nejprestižnějšího turnaje profesionálního snookeru, každoročního mistrovství světa, které se zde koná od roku 1977. Divadlo hostí i další sportovní události, ve stolním tenise nebo squashi. Název divadla odkazuje na typ oceli, který vyrábí místní oceláři (crucible steel). Budova divadla byla navržena Tanyou Moiseiwitschovou. Hlediště, do něhož se vejde 980 diváků, obklopuje jeviště ze tří stran a žádný divák není vzdálen více než 20 metrů od herce. Divadlo prošlo rekonstrukcí v letech 2007 až 2009 a znovu bylo otevřeno v roce 2010.